# Diana Șoșoacă
Diana Iovanovici-Șoșoacă, née le 13 novembre 1975 à Bucarest (République socialiste de Roumanie), est une femme politique d'extrême droite roumaine. Elle est sénatrice du județ de Iași de 2020 à 2024 et députée européenne depuis 2024.

## Biographie

### Vie privée
Elle est mariée en troisièmes noces à Dumitru Silvestru Șoșoacă.

### Études et carrière
Diplômée de l'université roumano-américaine, Diana Iovanovici-Șoșoacă est avocate de profession.

### Parcours politique
Diana Iovanovici-Șoșoacă acquiert une popularité importante en 2020, après avoir publié plusieurs messages contre les mesures de restriction dues au Covid-19 sur les réseaux sociaux tels que Facebook. Elle apparaît comme l'une des principales figures « antivax »,,,,.
Elle est d'abord membre de l'Alliance pour l'unité des Roumains (AUR), sous l'étiquette de laquelle elle est élue au Sénat de Roumanie pour le district électoral no 24 du județ de Iași, en décembre 2020,. Elle déclare par la suite qu'elle ne voulait pas entrer au Parlement roumain et qu'elle a été forcée par d'autres personnes qui ont fait pression sur elle pour qu'elle se présente.
Le 10 février 2021, moins de deux mois après le début de son mandat de sénatrice, elle est exclue de son groupe parlementaire à la demande des figures de l'AUR Claudiu Târziu et Sorin Lavric, qui lui reprochent de ne pas avoir suivi la stratégie du parti.
L'agence de presse Sputnik la nomme au titre de « femme politique de l'année 2021 en Roumanie »,.
En mai 2022, elle rejoint S.O.S. Roumanie, parti fondé l'année précédente.
En vue de l'élection présidentielle roumaine de 2024, elle progresse dans les intentions de vote, passant de 1 % d'intentions de vote au début de 2023 à la troisième position dans les sondages à la fin de l'année.
En 2024, elle est élue députée européene. Elle suggère que le Parlement soit « béni » et « purifié » par un prêtre. Le 16 juillet 2024, premier jour de la plénière de Strasbourg, Șoșoacă porte une muselière sur le visage en signe de dissidence lors du discours d'ouverture d'Ursula von der Leyen. Le 18 juillet, elle est expulsée du Parlement européen après avoir hurlé lors d'une intervention de Valérie Hayer, qui portait sur l'inscription de l'IVG dans la Charte des droits fondamentaux de l'Union européenne .
En octobre 2024 la Cour constitutionnelle de Roumanie rejette sa candidature à l’élection présidentielle alors que les sondages la voient en quatrième place des intentions de vote. Cette décision inquiète même le premier ministre Marcel Ciolacu, tandis qu'elle crie sur internet aux « juifs, américains, français etc. » qu'ils ne la feront pas taire.
La Commission électorale roumaine exclut Diana Iovanovici-Șoșoacă de la course à la présidentielle de 2025, évoquant un danger pour l’appartenance de la Roumanie à l’Union européenne et à l’OTAN en cas de victoire de la candidate d’extrême droite. Un autre candidat nationaliste, le favori des sondages Calin Georgescu, se voit également interdire de présenter sa candidature.

## Prises de position

### Positionnement général
Diana Iovanovici Șoșoacă est classée à l'extrême droite de l'échiquier politique roumain,.
Affichant sa foi orthodoxe roumaine, elle déclare : « Ma stratégie pour l'avenir est établie par Dieu, comme elle l'a toujours été jusqu'à présent. Elle consiste à reconquérir la souveraineté et l'indépendance de la Roumanie, et à assurer un niveau de vie décent aux Roumains en encourageant l'économie nationale ».

### Projet de Grande Roumanie
Elle soutient l'extension de la Roumanie jusqu'à des territoires de la Moldavie, la Bulgarie et la Hongrie. Elle reprend ainsi le projet nationaliste de « Grande Roumanie », faisant référence aux frontières du royaume de Roumanie agrandi à l'issue de la Première Guerre mondiale et qui a perduré sous cette forme jusqu’en 1940. Une telle vision était notamment proposée par le Parti de la Grande Roumanie de Corneliu Vadim Tudor et dans une moindre mesure par Traian Băsescu,. Elle estime que la guerre russo-ukrainienne pourrait conduire à l'implosion de l'Ukraine et profiter à son projet de Grande Roumanie. Sa position lui vaut d'être sanctionnée en 2023 par l’Ukraine.

### Affaires étrangères
Souverainiste, elle est favorable au retrait de l'Union européenne. Elle est résolument anti-américaine : en 2023, elle accuse les États-Unis d'avoir provoqué les séismes de 2023 en Turquie et Syrie à l'aide d'une arme sismique.
Elle est régulièrement critiquée dans les médias roumains pour ses liens avec la Russie,,. En mars 2022, en plein contexte d'invasion russe de l'Ukraine, Diana Iovanovici-Șoșoacă et trois autres parlementaires rencontrent l'ambassadeur de Russie à Bucarest lors d'un évènement « sur le thème du mémorandum lié à la paix de Bucarest », où le thème d'une « position de neutralité de la Roumanie » dans l'invasion est abordé, sans l'approbation de la représentation par la direction du Parlement. L'un de ces parlementaires, le député PSD Dumitru Coarnă, est exclu de son parti peu après la rencontre.
Pendant la guerre à Gaza depuis 2023, elle affirme que la Roumanie devrait être neutre et servir de médiateur dans le conflit, que le Hamas ne représente pas tous les Palestiniens et qu'Israël commet également des crimes de guerre.
Lors d'une journée d'amitié entre la Roumanie et Israël au Parlement roumain, elle hurle « Vive la Garde » en signe de protestation, en référence à la Garde de fer, mouvement fasciste et antisémite roumain de l'entre-deux-guerres.